# Гавриленко, Алла Васильевна
Алла Васильевна Гавриленко (укр. Алла Василівна Гавриленко; в браке: Орехова; род. 6 декабря 1934, Кременчуг) — украинская артистка балета и педагог. Народная артистка УССР (1974).

## Биография
Родилась 6 декабря 1934 года в городе Кременчуге. В 1954 года окончила Киевское хореографическое училище (класс Галины Берёзовой).
На протяжении 1955—1978 годов — солистка Киевского театра оперы и балета; в 1979—1996 годах — педагог-хореограф Национального олимпийского центра Украины. Гастролировала за границей.

## Награды
- Гран-При 2-го Международного фестиваля танца в Париже (1964)
- Народная артистка УССР с 1974 года
- Государственная стипендиатка с 2011 года[5]